# No Mythologies to Follow
No Mythologies to Follow é o álbum de estreia da cantora e compositora dinamarquesa MØ, lançado no dia 7 de março de 2014, pela Chess Club e RCA. O álbum recebeu críticas positivas de críticos da música. No Metacritic, que atribui uma classificação normalizada de 100 para revisões das publicações mainstream, o álbum recebeu uma pontuação média de 76, com base em 19 críticas, o que indica "revisões geralmente favoráveis". Estreou na posição #58 no UK Albums Chart, vendendo o total de 1438 cópias na primeira semana. O álbum seria lançado em 3 de dezembro de 2013, mas foi adiado para 2014.

## Lista de faixas
Créditos adaptados a partir do Tidal. 
| Edição padrão  |                      |                                    |                     |         |  |
| N.º            | Título               | Compositor(es)                     | Produtor(es)        | Duração |  |
| 1.             | "Fire Rides"         | Karen Ørsted                       | Ronni Vindahl       | 3:27    |  |
| 2.             | "Maiden"             | Ørsted                             | Vindahl             | 3:45    |  |
| 3.             | "Never Wanna Know"   | Ørsted                             | Vindahl             | 4:13    |  |
| 4.             | "Red in the Grey"    | Ørsted                             | Vindahl             | 3:46    |  |
| 5.             | "Pilgrim"            | Ørsted                             | Vindahl             | 3:52    |  |
| 6.             | "Don't Wanna Dance"  | Ørsted                             | Vindahl James Dring | 3:15    |  |
| 7.             | "Waste of Time"      | Ørsted                             | Vindahl             | 3:35    |  |
| 8.             | "Dust Is Gone"       | Ørsted                             | Vindahl             | 3:49    |  |
| 9.             | "XXX 88" (com Diplo) | Ørsted Vindahl Thomas Wesley Pentz | Diplo Vindahl       | 3:41    |  |
| 10.            | "Walk This Way"      | Ørsted                             | Vindahl             | 3:42    |  |
| 11.            | "Slow Love"          | Ørsted                             | Vindahl             | 3:37    |  |
| 12.            | "Glass"              | Ørsted Vindahl August Fenger       | Vindahl ELOQ        | 3:16    |  |
| Duração total: | Duração total:       | Duração total:                     | Duração total:      | 43:59   |  |

| Faixas bônus da edição Deluxe |                                                                  |                |                |         |  |
| N.º                           | Título                                                           | Compositor(es) | Produtor(es)   | Duração |  |
| 13.                           | "No Mythologies to Follow"                                       | Ørsted         | Vindahl        | 3:42    |  |
| 14.                           | "Dummy Head"                                                     | Ørsted         | Vindahl        | 3:29    |  |
| 15.                           | "The Sea"                                                        | Ørsted         | Vindahl        | 3:39    |  |
| 16.                           | "Gone and Found"                                                 | Ørsted         | Vindahl        | 4:56    |  |
| 17.                           | "Fire Rides" (night version)                                     | Ørsted         | Ørsted         | 3:28    |  |
| 18.                           | "Dust Is Gone" (night version)                                   | Ørsted         | Ørsted         | 4:15    |  |
| 19.                           | "Slow Love" (night version)                                      | Ørsted         | Ørsted         | 4:14    |  |
| 20.                           | "The Sea" (night version)                                        | Ørsted         | Ørsted         | 3:54    |  |
| 21.                           | "Album Track by Track" (vídeo disponível apenas no iTunes Store) |                |                | 19:40   |  |
| Duração total:                | Duração total:                                                   | Duração total: | Duração total: | 94:50   |  |

| Faixas bônus da reedição digital Deluxe Video |                                                                  |                                         |                             |         |  |
| N.º                                           | Título                                                           | Compositor(es)                          | Produtor(es)                | Duração |  |
| 21.                                           | "Pilgrim" (MS MR Remix)                                          | Ørsted                                  | Vindahl MS MR Max Hershenow | 2:53    |  |
| 22.                                           | "Say You'll Be There"                                            | Spice Girls Jonathan Buck Eliot Kennedy | Vindahl                     | 3:52    |  |
| 23.                                           | "Album Track by Track" (vídeo disponível apenas no iTunes Store) |                                         |                             | 19:40   |  |
| Duração total:                                | Duração total:                                                   | Duração total:                          | Duração total:              | 101:35  |  |